# 1382
1382 (MCCCLXXXII) var ett normalår som började en onsdag i den julianska kalendern.

## Händelser

### Okänt datum
- Winchester College grundas.

## Födda
- Erik av Pommern, kung av Norge 1389–1442 samt av Danmark och Sverige 1396–1439 (i Sverige med två avbrott).

## Avlidna
- 10 september – Ludvig I av Ungern, kung av Ungern och kung av Polen.
- Eleonora av Aragonien, drottning av Kastilien.
- Johanna I av Neapel, drottning av Neapel och grevinna av Provence.